# WTS Warka
WTS Warka – polski klub siatkarski, powstały w 2003 po rozwiązaniu OKSIW Warka.